# Svartträsket (Djurö socken, Uppland, 657637-166227)
Svartträsket är en sjö i Värmdö kommun i Uppland och ingår i Norrström-Tyresåns kustområde. Sjön är 7,9 meter djup, har en yta på 0,04 kvadratkilometer och befinner sig 7,1 meter över havet. Vid provfiske har abborre och gers fångats i sjön.